# أنتوني جوشوا
أنتوني جوشوا (بالإنجليزية: Anthony Joshua) مواليد 15 أكتوبر 1989 في واتفورد، هارتفوردشير، إنجلترا، هو ملاكم بريطاني يصنف ضمن فئة الوزن الثقيل. حقق بطولة الاتحاد الدولي للملاكمة. شارك في دورة الألعاب الأولمبية الصيفية سنة 2012 وحقق الميدالية الذهبية فيها.

## إحصائيات
خاض خلال مسيرته 23 نزالا، فاز في 21 ، خسر مرتين ، فاز بالضربة القاضية في 20 نزالا.

## الميداليات
| الميدالية | المسابقة                       |
| --------- | ------------------------------ |
| ذهبية     | الألعاب الأولمبية الصيفية 2012 |

## وصلات خارجية
- أنتوني جوشوا على موقع بوكس ريك (الإنجليزية) (registration required)
- أنتوني جوشوا على موقع شيردوغ (الإنجليزية)
- أنتوني جوشوا على موقع Tapology.com (الإنجليزية)
- أنتوني جوشوا على موقع اللجنة الأولمبية الدولية (الإنجليزية)
- أنتوني جوشوا على موقع أوليمبيديا (الإنجليزية)
- أنتوني جوشوا على موقع اللجنة الأولمبية البريطانية (الإنجليزية)

- الموقع الرسمي